# Govern d'Andorra 2011-2015
El Govern d'Andorra 2011-2015 correspon a la VI legislatura des de l'aprovació de la constitució andorrana.

## Estructura del govern
| Govern d'Andorra 2011–2015 |                                                                    |         |                |
| Càrrec                     | Titular                                                            | Titular | Partit polític |
| Cap de Govern              | Antoni Martí Petit 12 de maig de 2011–1r d'abril de 2015           |         | DA             |
| Finances i Funció Pública  | Jordi Cinca Mateos 16 de maig de 2011–1r d'abril de 2015           |         | DA             |
| Economia i Territori       | Jordi Alcobé Font 16 de maig de 2011–1r d'abril de 2015            |         | DA             |
| Afers Exteriors            | Gilbert Saboya Sunyé 16 de maig de 2011–1r d'abril de 2015         |         | DA             |
| Justícia i Interior        | Marc Vila Amigó 16 de maig de 2011–24 de juliol de 2012            |         | DA             |
| Justícia i Interior        | Xavier Espot Zamora 24 de juliol de 2012–1r d'abril de 2015        |         | DA             |
| Salut i Benestar           | Cristina Rodríguez Galan 16 de maig de 2011–1r d'abril de 2015     |         | DA             |
| Educació i Joventut        | Roser Suñé Pascuet 16 de maig de 2011–1r d'abril de 2015           |         | DA             |
| Turisme i Medi Ambient     | Francesc Camp Torres 16 de maig de 2011–1r d'abril de 2015         |         | DA             |
| Cultura                    | Albert Esteve García 1r d'agost de 2011–1r d'abril de 2015         |         | DA             |
| Presidència                | Antoni Riberaygua Sasplugas 17 de gener de 2013–1r d'abril de 2015 |         | DA             |

| Secretari general del govern:     | Jordi Casadevall Touseil |
| Cap de Gabinet del Cap de Govern: | Esteve Vidal Ferrer      |

## Cronologia
Després de les eleccions generals andorranes del 2011 la candidatura de Demòcrates per Andorra va obtenir 20 escons, cosa que suposà la majoria absoluta dels 28 membres del Consell General d'Andorra. El seu líder Antoni Martí Petit fou elegit cap de Govern d'Andorra el dia 11 de maig del 2011 amb el suport dels dos consellers de la Unió Laurediana que s'integraren al grup parlamentari de DA, i amb l'abstenció dels sis consellers del Partit Socialdemòcrata.

### Canvis al govern
El dia 20 de juliol del 2011 s'aprovà la creació del Ministeri de Cultura, a càrrec del ministre Albert Esteve García. El mateix dia també s'aprovà el canvi de denominació del Ministeri d'Educació, Joventut i Esports, que passà a anomenar-se Ministeri d'Educació i Joventut perquè l'àmbit competencial d'esports es va adscriure orgànicament al Cap de Govern.
El dia 24 de juliol del 2012, el ministre de Justícia i Interior Marc Vila i Amigó fou substituït en el càrrec per Xavier Espot Zamora que fins aleshores havia estat el Secretari d'Estat de Justícia i Interior. Uns dies abans Marc Vila havia anunciat públicament la seva dimissió per motius personals.
El dia 9 de gener del 2013 s'aprovà la creació del Ministeri de Presidència, a càrrec del ministre Antoni Riberaygua Sasplugas. La creació d'aquest ministeri provocà una petita reestructuració de competències dins el govern.

### Ruptura socialdemòcrata

#### Operació Dalton
El secretari d'organització del partit Socialdemòcrata i conseller de la minoria del Comú d'Andorra la Vella, Marc Cornella, juntament amb tretze persones més entre els quals hi ha la parella sentimental d'un alt càrrec comunal, són detinguts en el marc d'una actuació contra el tràfic de cocaïna batejada com a "operació Dalton". Els dos estan implicats en l'operació, que sacseja per complet l'ambient polític del país, únicament com a consumidors i no pas per distribució de la droga.

#### Escletxa
La divisió al PS, que culmina a l'abril amb el trencament del grup parlamentari, es gesta al mes de gener però acaba esclatant finalment al febrer quan la formació passa a estar dirigida per una comissió gestora fins al congrés de la primavera. Les dimissions del president de la formació, Víctor Naudi, per "la manca de diàleg i cohesió" dins del partit, s'afegeixen a la detenció de Marc Cornella per l'operació Dalton. Els problemes del partit arran del fracàs electoral fan pressió i finalment el PS s'esquerda. Neixen així dos partits socialdemòcrates. El grup mixt (o SDP, Socialdemocràcia i Progrés) encapçalat per Jaume Bartumeu i el PS (Partit Socialdemòcrata) en el qual es troba David Rios, Rosa Gili i Mariona Gonzàlez.

#### La llei de nacionalitat
L'Operació Emperador va tornar a posar a debat la Llei de la nacionalitat. Un dels traficants tenia doble nacionalitat quan a Andorra està prohibit. El PS va aprofitar l'ocasió per proposar la rebaixa de la nacionalitat de 20 a 15 o 10 anys. Un fet que des de fa molt de temps que es reclama, però que mai s'ha atès des del parlament. De fet, el poc interès per nacionalitzar-se andorrà que té la immigració que viu al país deixa en evidència el que d'un temps ençà es denuncia: la poca voluntat de voler integrar els nouvinguts. El Consell General dels Joves va ser el primer a llançar la pedra quan va voler debatre sobre si s'havia d'ampliar o no la nacionalitat als residents. Finalment la proposició del Consell General dels Joves va ser rebutjada, per donar-li més protagonisme a la llei dels matrimonis homosexuals. Quant a la llei del PS, DA la va suspendre perquè "ara no toca". Reacció a la qual el PS va respondre així "hi ha una manca de sensibilitat del Govern i dels consellers demòcrates perquè tanquen files en el més profund de la caverna". Jaume Bartumeu va dir durant les eleccions del 2015 que el govern havia adreçat l'ordre a la policia andorrana de "no d'acolliment i naturalització sinó de rebuig i procediments excessivament meticulosos per fer saltar la residència a persones que tenen tot el dret a la nacionalitat". Ho va dir en una reunió amb la comunitat andalusa d'Andorra en què un senyor va explicar que a la seva filla li havien denegat la nacionalitat quan hi tenia dret.

### Homologació exigida per l'OCDE

#### Visita de Ban Ki-moon

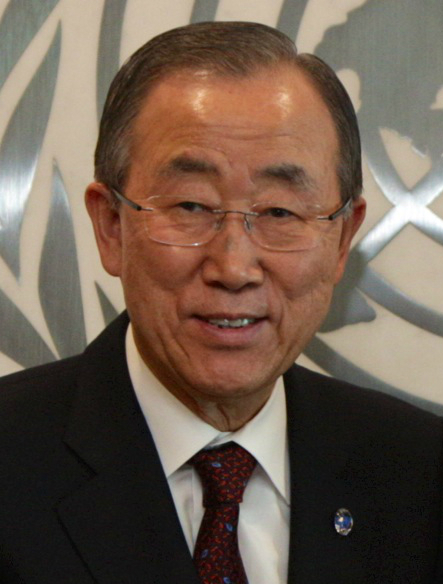
El Secretari General de les Nacions Unides Ban Ki-moon va visitar Andorra l'abril del 2013.

El secretari General de l'ONU, Ban Ki-moon, es va presentar al país per commemorar el vintè aniversari d'ingrés d'Andorra a les Nacions Unides al mes d'abril del 2013. La visita va ser com el vistiplau a totes les reformes engegades per treure Andorra de la llista negra dels paradisos fiscals. El secretari va elogiar el país, tot aprofitant la seva visita per parlar dels temes més problemàtics d'Andorra i del món. Del missatge adreçat a Andorra va advertir el govern del país sobre el fet de negar-se a regular el Dret de vaga. Va insistir en la pèssima situació de les relacions laborals d'Andorra. Pel que fa al missatge adreçat a l'estranger, va advertir novament a Corea del Nord sobre les conseqüències que podria tenir un atac a Corea del Sud. També va parlar sobre la independència de Catalunya. El lloc triat de fet no va ser gens ingenu. Va voler elogiar la llengua catalana, en la qual de fet va pronunciar unes quantes paraules que van rebre els aplaudiments dels assistents, i després va parlar sobre el procés sobiranista. Va dir concretament que tots els pobles tenen el dret a decidir sobre ells mateixos i instava al diàleg per resoldre les aspiracions genuïnes dels concernits. La premsa internacional va fer cas omís al vistiplau, a la situació laboral d'Andorra i al procés d'independència català, per focalitzar exclusivament sobre la tensió nord-coreana. Tot i així, el país va ser notícia arreu del món.

### Paradís fiscal

#### Cas Pujol
Al mes de juliol del 2014 esclatava un cas de corrupció relacionada amb l'antic president de Catalunya, Jordi Pujol, que tenia fins a 5 milions d'euros en bancs andorrans. Un fet que els bancs implicats no van voler confirmar en un principi. Concretament estaven apuntats amb el dit Andbank i BPA. Segons declaracions del mateix president, aquest diner procedeix d'una herència que va rebre del seu pare, però que no va declarar. Tanmateix, la Fiscalia Anticorrupció de Barcelona decideix demanar més informació als bancs suïssos i andorrans. Poc temps després es descobreixen comptes a altres paradisos fiscals com Liechteinstein. Tot i que aquest país en concret decideix arxivar el cas perquè les acusacions de les quals era objecte no constituïen un delicte en dit territori. Les informacions que van sortint en diferents mitjans de comunicació indiquen que en realitat els diners suposats rebuts per part del seu pare eren comissions que el president passava amb bosses d'escobreries per la frontera andorrana, per després ingressar-les en bancs andorrans, concretament BPA. El govern d'Andorra va voler evitar que l'escàndol del cas Pujol pogués afectar el seu statu quo, de manera que va decidir no prodigar-se en declaracions públiques sobre l'assumpte i deixar l'afer Pujol en quarantena, circumscrit en el marc jurídic, com un fet que implica només els òrgans judicials andorrans i els de l'estat espanyol, però sense que hi hagi conseqüències polítiques. Al mateix temps, es podria posar en dubte la lleialtat de la banca andorrana (com a facilitadora per a la comissió de delictes fiscals per part de persones d'altres països) i la ineficàcia d'instruments de control com la Unitat d'Intel·ligència Financera (UIF) o la mateixa Llei contra el blanqueig que hi ha al Principat. Segons les informacions que va transcendir, la banca andorrana es va limitar a obrir una investigació interna sense que hagi posat el cas a mans de les autoritats competents. Tot plegat va sortir a la llum després que un empleat del BPA donés informació a la premsa espanyola sobre els comptes de l'expresident i els seus familiars, que també tenien comptes i empreses fictícies a paradisos fiscals. Altres fonts andorranes consultades per la premsa assenyalen que la versió publicada pel Diari d'Andorra, que cita sense mencionar-lo fonts del banc afectat per les filtracions -la Banca Privada d'Andorra (BPA), un dels principals anunciants del rotatiu- és considerada en alguns àmbits d'Andorra com "un invent" o "cortina de fum" al servei de l'entitat bancària per evitar responsabilitats en l'assumpte. El govern andorrà va decidir no pronunciar-se sobre el cas Pujol i les úniques informacions que han transcendit a través de la premsa andorrana és que l'enitat bancària afectada per la filtració havia obert una investigació interna. Ja cap a finals d'any, la premsa es feia ressò que el cap de gabinet de Mariano Rajoy, Jorige Morgas, va forçar la sortida a la llum del cas Pujol. En uns SMS que publicava el diario.es, Moragas hauria convençut l'ex del fill de Jordi Pujol, Jordi Pujol Ferrussola, perquè declarés a la Policia que la família de l'expresident de la Generalitat portava diners a Andorra il·legalment, dient-li: "Si fessis una entrevista i ho expliquessis tot, salvaries Espanya". Moragas volia "salva Espanya" i fer fracassar el procés d'independència de Catalunya. El govern espanyol, així com l'andorrà, eren coneixedors de les bosses de plàstic i haurien pactat oralment no dir res. L'excap de govern, Marc Forné, va contradir aquestes informacions, procedents d'un extinent de la Guàrdia Civil Espanyola que operava a la frontera andorrana. El PP hauria esperat que el procés s'iniciés per fer esclatar l'escàndol.

#### Operació Emperador
L'Operació Emperador és el nom en clau que es va donar a la desarticulació d'una xarxa d'organització criminal dirigida per ciutadans xinesos. Els delinqüents, que es poden comptar per centenars, van blanquejar entre 200 i 300 milions d'euros. Es tractava de l'operació antiblanqueig de capital més important d'Espanya. L'un dels implicats i cap de l'organització, Gao Ping, de nacionalitat xinesa, va utilitzar el BPA (Banca Privada d'Andorra) per tal de traslladar els diners cap a Andorra amb l'ajuda i consentiment de dirigents de l'entitat financera. Aquesta operació de trasllat de diners cap a Andorra només va ser descoberta al mes de març del 2015 quan el Departament del Tresor dels EUA va emetre un comunicat en què s'apuntava Andorra com a centre de preocupació prioritària en el blanqueig de diners, a més d'acusar, precisament, tres dirigents del banc d'haver col·laborat amb Gao Ping. Tanmateix, quan l'Operació Emperador va ser posada al descobert, dos ciutadans andorrans que estarien en possessió de la doble nacionalitat -quan al país estava prohibit- van ser detinguts i se'ls va retirar la nacionalitat.

### DA davant la crisi econòmica

#### Reestructuració de les competències comunals
Degut a la crisi econòmica es va intentar reduir les competències dels comuns de les té set parròquies (divisió administrativa) que té Andorra. Una tasca que no va ser gens fàcil i que finalment va acabar en un no res. Les parròquies tenen força competències i cada any el govern fa transferències a cada parròquia per a cobrir les respectives necessitats d'inversió i atendre els serveis de què té competència. Però el sistema polític andorrà és configurat per vuit administracions, en un estat de setanta mil habitants. I això alguns partits de l'oposició ho consideren excessiu. Amb la crisi això ha vingut a evidenciar-se encara més. Hi va haver una voluntat generalitzada de revisar el sistema de competències, i mirar de polir les transferències que es fan a les parròquies. Els partits de l'esquerra van ser els més partidaris que les parròquies perdessin pes polític i que el govern assumís més competències per reduir més costos. Els partits conservadors, en canvi, eren molt 'parroquialistes', i tendien a protegir el poder local dels comuns. Aquesta dinàmica va fer que arribades les eleccions generals del 2015 hi hagués molta més feina a fer, però no només. DA havia guanyat les eleccions passades amb majoria absoluta, fins i tot a les parròquies. És a dir, tenia més capacitat per negociar la reducció de competències. Però es va veure amb dificultats i, també, una certa inacció de la dreta en general. El ministre de Presidència, Riberaygua, va acabar per dimitir. Així durant les eleccions l'esquerra va acusar el govern de no haver fet pràcticament res, encara que els partits, de manera general coincidissin en què calia continuar amb el treball engegat.

#### Construcció del casino
A Andorra la construcció de casinos és un tema recurrent a causa de la Revolució del 1881. Des de llavors, diferents governs han provat de reeixir el projecte de construcció d'un casino sense gran èxit. El govern d'Antoni Martí va creure oportú reprendre un cop més el tema. Aquest cop, però, va ser aparentment de manera definitiva. A través de l'anomenada Llei del joc es va regular per primera vegada el joc, establint bases per reforçar les operacions anti-blanqueig. Però la llei també permetia la creació d'un únic casino en què es pogués fumar. I és la proposta del tabac la que va generar més polèmica atès que al país una Iniciativa Popular va prohibir el consum de tabac en espais públics. L'oposició va oposar-se al fet que la llei acollís el tabac, començant pel fet que s'atenia més a aviat a exigències de les operadores. Donada la polèmica, el Diari d'Andorra va preguntar als seus lectors si pensaven que s'havia d'autoritzar el tabac en un casino. El 69% va votar que no, i malgrat això el govern de Demòcrates per Andorra va creure oportú tirar endavant la llei, encara pendent d'aprovació.

#### El Circ del Sol

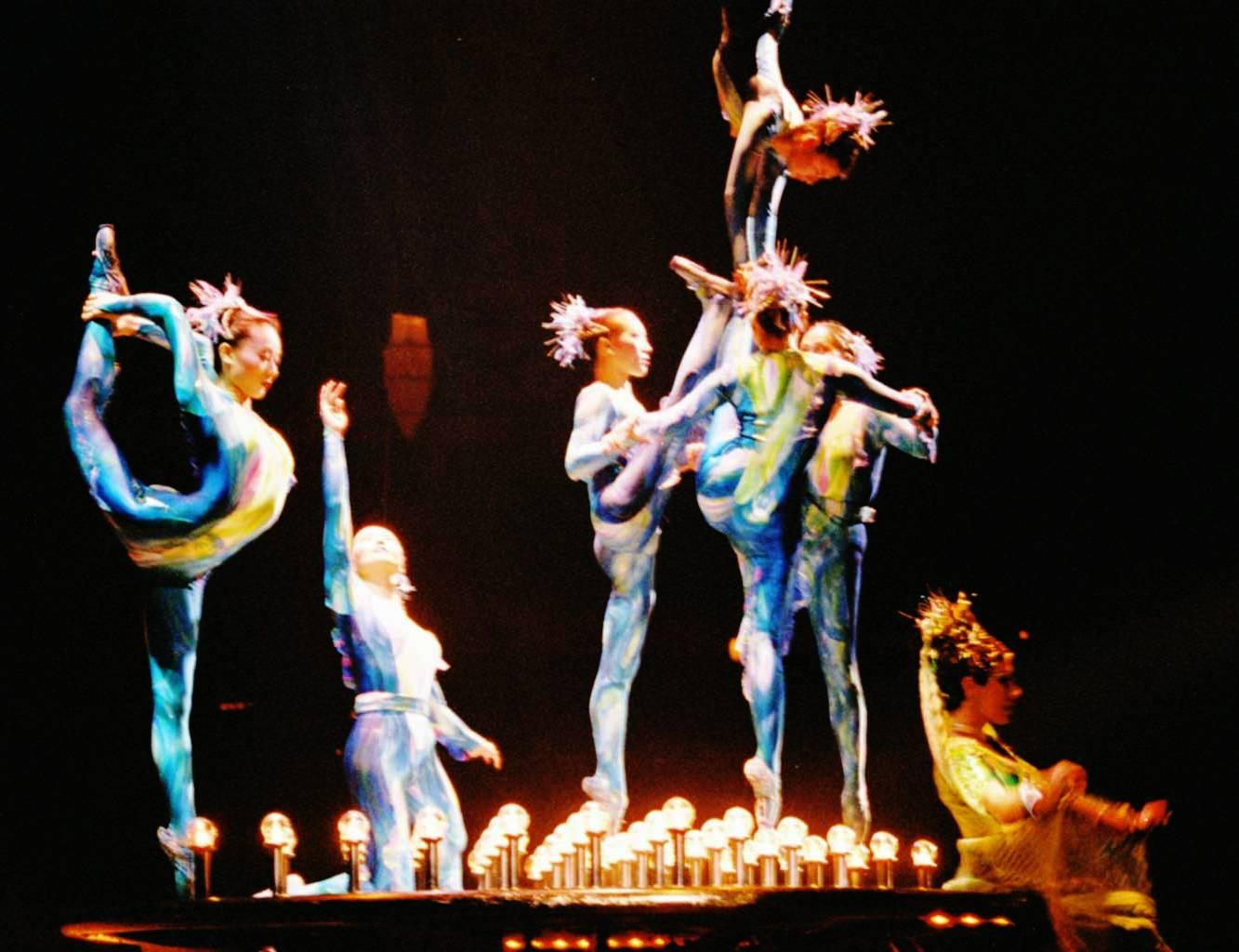
El Circ del Sol a Viena.

La legislatura del 2011-2015 també va veure l'arribada al país de la companyia quebequesa del Cirque du Soleil. Es tractava a l'època d'un els circs més cotitzats i més valorats del panorama mundial. Havia viatjat per pràcticament tots els racons del món. De fet, el parc d'atraccions català Port Aventura va signar un contracte amb la companyia perquè vingués a representar-hi un espectacle a propòsit. La novetat major del circ fou que per primera vegada no s'utilitzaven animals. El govern va decidir portar el Cirque du Soleil a Andorra com un atractiu més per al turisme. Els partits de l'oposició, així com diferents associacions, van criticar el circ ja només pel seu cost milionari sinó també pel cost faraònic dels anuncis de televisió als països veïns. Scalada fou el nom adoptat per l'espectacle. Es tractava de repassar les diferents estacions. El Parc Central va ser el lloc triat per l'espectacle. El circ va aplegar majoritàriament gent del país. Un petit nombre de turistes, maltesos, russos, francesos i catalans en majoria es van desplaçar per veure'l. Més de la meitat de les entrades eren gratuïtes, motiu que va portar a la crítica. Amb tot, es va posar a debat sobre si era adequat tornar a contractar el Circ del Sol per a propers estius.

#### L'Andorra Shopping Festival
L'Andorra Shopping Festival és el nom que va donar Andorra Turisme a la campanya per fer venir turisme de proximitat i reactivar novament el consum intern del país. Andorra Turisme va proposar que es tallés la circulació de les avingudes Meritxell i Carlemany (l'eix comercial més important d'Andorra) per tal que s'hi pogués organitzar durant la nit activitats o espectacles de carrer alhora que s'obrien les botigues. És a dir, l'objectiu era fer venir turisme, encuriosit per poder comprar fins molt tard i en companyia d'espectacles de carrer. La iniciativa va tenir l'èxit esperat entre el turisme. Però el tancament de l'avinguda Carlemany va ser molt contestat. També va ser molt contestat el fet d'obligar les botigues a obrir fins a les nou o deu de la nit, no tant pels propietaris, però més pels seus assalariats. Un grup de ciutadans i botiguers van iniciar una recollida de signatures per evitar el tancament de l'Av. Carlemany. Els arguments per oposar-se al tancament de l'avinguda estaven lligats al fet que la campanya desafavoria les botigues de la "perifèria" de la ciutat d'Escaldes-Engordany.

#### Horaris comercials
Demòcrates per Andorra va proposar durant la legislatura del 2011-2015 la "flexibilització dels horaris comercials", és a dir, la possibilitat d'obrir fins a més tard (les nou de la nit, però més tard es va voler ampliar fins a les 12). En concret, es preveia la possibilitat d'obrir durant 102 dies de l'any fins a les nou de la nit. La proposta que finalment va entrar en vigor no va ser gens ben rebuda per l'oposició, pels sindicats i una bona part de la població. Sobretot després de saber que es preveia l'obertura el dia de la Constitució. Una mesura que ja va provocar polèmica amb el govern d'Albert Pintat, el primer a posar-ho en pràctica. Els sindicats denunciaven que a Andorra no hi ha drets laborals, que el marc legislatiu no és suficient per protegir els treballadors i que amb l'ampliació dels horaris s'estava donant peu que el patronat abusés encara més del personal. De fet, el Raonador del Ciutadà ja va denunciar que els casos d'assetjament dins de les empreses havien augmentat a Andorra d'ençà la crisi de les Subprimes. Els sindicats per la seva banda denunciaven l'increment d'acomiadaments improcedents a més de la possibilitat de poder acomiadar lliurement sense donar cap mena de motiu a l'assalariat. De fet, la llei laboral andorrana permet establir contractes orals, encara que siguin per un període indeterminat. El govern sempre ha argumentat que la Caixa Andorrana de Seguretat Social permet demostrar que l'assalariat ha estat treballant. Però des de molts sectors es denuncia que la possibilitat de fer treballar l'empleat pràcticament sense dies de descans fa que sigui difícil d'anar a verificar si el patró l'ha assegurat. En aquest sentit, al diari BonDia apareixia la notícia que només el 3% de la població està afiliada a un sindicat, un fet que des dels mateixos sindicats s'explica per la "precarització dels llocs de treball, que es manifesta sobretot en el tracte diari que reben els assalariats" i la "por a les represàlies, que et marquin al lloc de treball". El dia del treballador és en aquest sentit dia de treball. El govern de Jaume Bartumeu va ser l'únic que va intentar tancar les botigues els caps de setmana perquè les famílies poguessin reunir-se, però es va trobar amb l'oposició d'empresaris que van decidir no acatar l'ordre de tancament. Un fet que va ser reprès més tard pel partit APC que proposaven un règim sancionador per fer complir els decrets d'horaris comercials. En aquest sentit proposaven directament una llei perquè consideraven que la regularització dels horaris comercials no es podia fer a base de decrets.

#### Tancament de l'ambaixada portuguesa
Amb la crisi econòmica de 2008 el govern portuguès va decidir que havia d'estalviar fins i tot amb les delegacions de l'exterior del país. Així el govern portuguès va decidir que havia de tancar l'ambaixada de Portugal a Andorra. Una notícia que va generar automàticament crítiques a Andorra. Al país la comunitat portuguesa és l'una de les més nombroses. L'ambaixada portuguesa és, per tant, d'una utilitat molt gran per tots aquells portuguesos que hi viuen. Així la decisió del tancament va ser molt mal rebuda. La comunitat portuguesa mateixa va crear una plataforma de reivindicació per tal d'evitar el tancament. Però no va servir de gran cosa perquè el govern portuguès estava decidit. Les queixes al Raonador del Ciutadà a Andorra no es van deixar esperar. La reivindicació va aconseguir només el manteniment d'una administració de mínim.

#### Tancament de l'escola espanyola
El govern espanyol també va decidir com el govern portuguès que s'havia de retallar a l'exterior. Així va decidir que tancaria les escoles espanyoles a Andorra. A causa de la tradició del "tri"sistema, el govern del país es va apressar a evitar el tancament. Tot i això, val a dir que les escoles espanyoles a Andorra ja feia força temps que perdien alumnes. L'ambaixada espanyola a Andorra, així com la ministra d'Educació es van reunir diverses vegades per tal d'evitar el tancament. Les reunions van portar el govern andorrà a reunir-se amb el govern espanyol. Les associacions de pares d'alumnes van criticar i molt el caràcter opac de les negociacions. Certament, hi va haver molt poca transparència de cara a la població. Finalment el govern d'Andorra va aconseguir que no es tanqués l'escola espanyola definitivament, a canvi d'obrir un únic centre aglutinador.

### L'Euromaidan també afecta Andorra
La crisi de l'Euromaidan que va enfrontar Ucraïna, Rússia i la Unió Europea també va acabar per tenir repercussions sobre Andorra. En efecte, en una entrevista de Catalunya Ràdio feta al portaveu de govern, Jordi Cinca, la periodista va preguntar sobre l'arribada de capital rus a Andorra. I efectivament durant la crisi el turista rus no va deixar de posar els peus al país, fins a tal punt que des del Periòdic d'Andorra es plantejava la llengua russa com el "futur" d'Andorra. El cas, però, és que la crisi entre Putin, Ucraïna i la UE va estancar aquests projectes, d'altra banda negats per Cinca en l'entrevista. Però, disset empreses del país estaven sent participades el 2014 amb capital rus. Sigui com sigui, durant l'hivern 2014 la baixa de turistes russos es va deixar notar a Andorra a conseqüència de la caiguda de la moneda russa i del bloqueig de la UE a Rússia.

### Matrimoni homosexual

Situació legal del matrimoni homosexual arreu del món

La legislatura d'Antoni Martí va estar sobretot marcada del punt de vista mediàtic per la proposició de Llei del PS que pretenia legalitzar els matrimonis homosexuals a Andorra. La proposició venia just en un moment força tens pel que fa als drets dels homosexuals a Europa. Des de Rússia el president Vladímir Putin havia engegat mecanismes controvertits per prohibir allò que ell va anomenar "propaganda homosexual". L'homofòbia de Putin va tenir ressò a tot el món. Però no només la seva, sinó també aquella que es va viure a França. El partit socialista francès, liderat pel copríncep François Hollande, va proposar per segona vegada la Llei que legalitzava el matrimoni homosexual. Aquesta vegada va ser aprovada definitivament, ja que el seu partit va guanyar les eleccions i tenia majoria absoluta per fer-ho. Les manifestacions a França no van trigar a donar-se i, de sobte, el món contemplava com els francesos feien passes enrere importants. Per primera vegada l'opinió francesa es mostrava tancada i desaprovava el matrimoni homosexual. Efectivament, si anys enrere el percentatge de gent favorable al "matrimoni per tots" (que va ser l'eslògan emprat pels defensors de la llei) havia crescut, ara baixava. De tal manera que van començar a sortir al carrer els defensors de "la manifestació per tots" (l'eslògan dels contraris a la Llei i que pretenien amb el dit eslògan evidenciar una suposada quartada per no deixar-los expressar-se). Val a dir que el debat va ser molt violent i que el suport a la llei de la part més favorable, com ara el sector artístic, va ser feble o tirant a nul. Els contraris van tenir un altaveu força important gràcies als mitjans de comunicació. I és que el partit racista del Front Nacional guanyava pes entre l'electoral arribant a màxims històrics d'un 30%. Mentrestant a Espanya el Partit Popular de Mariano Rajoy recorria la Llei de matrimonis homosexuals al polititzat Tribunal Constitucional.
A Andorra la llei va topar amb un parlament conservador i del copríncep episcopal, que el dia de Meritxell (Diada Nacional) va advertir als polítics del país que "Déu està per sobre de lleis i parlaments". Demòcrates per Andorra es va escudar darrere del copríncep per no aprovar la Llei del matrimoni homosexual i la de l'avortament. Deia el partit que el país tenia un problema si el copríncep cessava el seu càrrec per aquesta llei. El cas, però, és que la llei podia aprovar-se primerament perquè la Constitució del 1993 estableix amb tota claredat que la sobirania és popular i, per la qual cosa, el copríncep no pot en cap moment negar-se a aprovar la llei. En segon lloc perquè la mateixa llei preveu que, en cas excepcional, la llei pot ser ratificada per un copríncep només. Això és el que es va fer quan es va aprovar la Llei del divorci en què el bisbe va topar. Efectivament, la Constitució del 1993 passava la sobirania al poble de manera que els andorrans es van autodeterminar. Abans la sobirania se la compartien els dos coprínceps sota una jurisdicció feudal. Amb el canvi de la Constitució del 1993 els coprínceps ja no poden interferir en la política del país, encara que la Constitució els cedeixi drets i obligacions. Entre les obligacions, precisament, està el de signar les lleis aprovades pel Consell General.
Les declaracions del bisbe van ser molt mal rebudes i alguns les van interpretar com un atac a la democràcia i a la sobirania nacional. DA va reaccionar-hi en contra tot alleugerint alhora les paraules. En aquest sentit per al partit d'Antoni Martí el discurs era desafortunat. Qui va ser més contundent amb la resposta va ser el partit Socialdemocràcia i Progrés de Jaume Bartumeu que va declara que potser havia començat a ser l'hora de canviar la constitució i passar a una república. El PS va seguir la mateixa línia que SDP, per retractar-se parcialment dies més tard. LdA, per la seva banda, van seguir la mateixa línia de DA. De fet, el partit ja va mostrar-se en contra durant la legislativa passada quan va negar els homosexuals a donar sang, fet que va ser polèmica a Catalunya i Espanya. En aquest sentit l'excap de Govern i Liberal, Òscar Reig, va advertir dels suposats perills que comportava la Llei del matrimoni homosexual i de l'avortament. Deia que s'ha de renunciar a certs desitjos per garantir la continuïtat del sistema. Però precisament el sistema garanteix la seva continuïtat vist que aprova el text integral de la Declaració de Drets Humans. Mentrestant sortia a la premsa declaracions de la CASS en què es deia que el matrimoni homosexual és contrari a l'ordre públic. Paral·lelament, el cap de Govern Antoni Martí acomiadava el director de Ràdio i Televisió d'Andorra per haver criticat el seu govern dient que té al·lèrgia a la democràcia i li falta maduresa, sobretot quan s'ha de parlar de temes com el matrimoni homosexual o l'avortament.
Demòcrates per Andorra va proposar la Llei d'Unions Civils per tal de desblocar la situació. Però l'oposició i la recentment creada Gaymz Andorra (una associació LGBT) criticaven la proposta considerant que el que no es podia fer era discriminar anomenant de manera diferent allò que és la mateixa cosa. Efectivament, la Llei d'Unions Civils permet a tota persona casar-se amb els mateixos drets i obligacions d'un matrimoni clàssic però a canvi la unió passa anomenar-se d'una altra manera. El bisbe se sentia més còmode però la població no. Sortia en aquest sentit una enquesta de l'Institut d'Estudis Andorrans apuntant que el 70% dels andorrans són favorables a aprovar el matrimoni homosexual i que dels immigrants que no han optat a adquirir la nacionalitat, el 60% també diu declarar-se favorable a la llei del matrimoni homosexual. A més, un grup d'advocats va decidir encetar una campanya de recol·lecta de signatures per tal de pressionar el partit i així aprovar la Llei de matrimonis, que va ser un èxit. Demòcrates per Andorra, conscients d'aquest suport majoritari de la societat civil, havien de proposar una resposta que agradés al bisbe i que no malmetés la seva imatge. Però la Llei del PS va ser rebutjada pel partit (majoritari en el si del parlament) fent caure la seva popularitat. La incomoditat d'obligar la formació a votar per disciplina de grup va fer que parlamentaris del mateix no es presentessin el dia de la votació. El mateix partit va declara dies més tard a la premsa que la disciplina de partit no existeix dins de DA. Jaume Bartumeu, per la seva banda, va aprofitar la visita del copríncep François Hollande a Andorra per fer-li part de la situació. Atenent doncs a la seva obligació constitucional, va respondre que el poble era sobirà i que, per tant, era el poble qui havia de decidir com s'havia de fer política. Gaymz Andorra va reaccionar-hi negativament i va expressar a la premsa que esperaria a veure si hi ha un canvi de partits a les eleccions vinents. Si no fos el cas, deia que està disposat a portar la qüestió als tribunals. De fet, Gaymz Andorra van anar a visitar el Papa en una de les ja habituals visites dels governs de DA i dels LdA després de la signatura del Concordat. Allà Gaymz Andorra va tenir l'oportunitat de veure en persona la mateixa institució que va enviar una carta al bisbe copríncep amenaçant-lo que si deixava que una llei d'aquesta mena fos aprovada, seria destituït. Finalment, aprofitant que el Parlament català aprovava la històrica Llei antihomofòbia (històrica perquè és el primer parlament europeu a fer-ho), Gaymz Andorra va decidir reclamar una llei de la mateixa mena, però el Parlament no va respondre a la demanda.

#### Llibertat religiosa

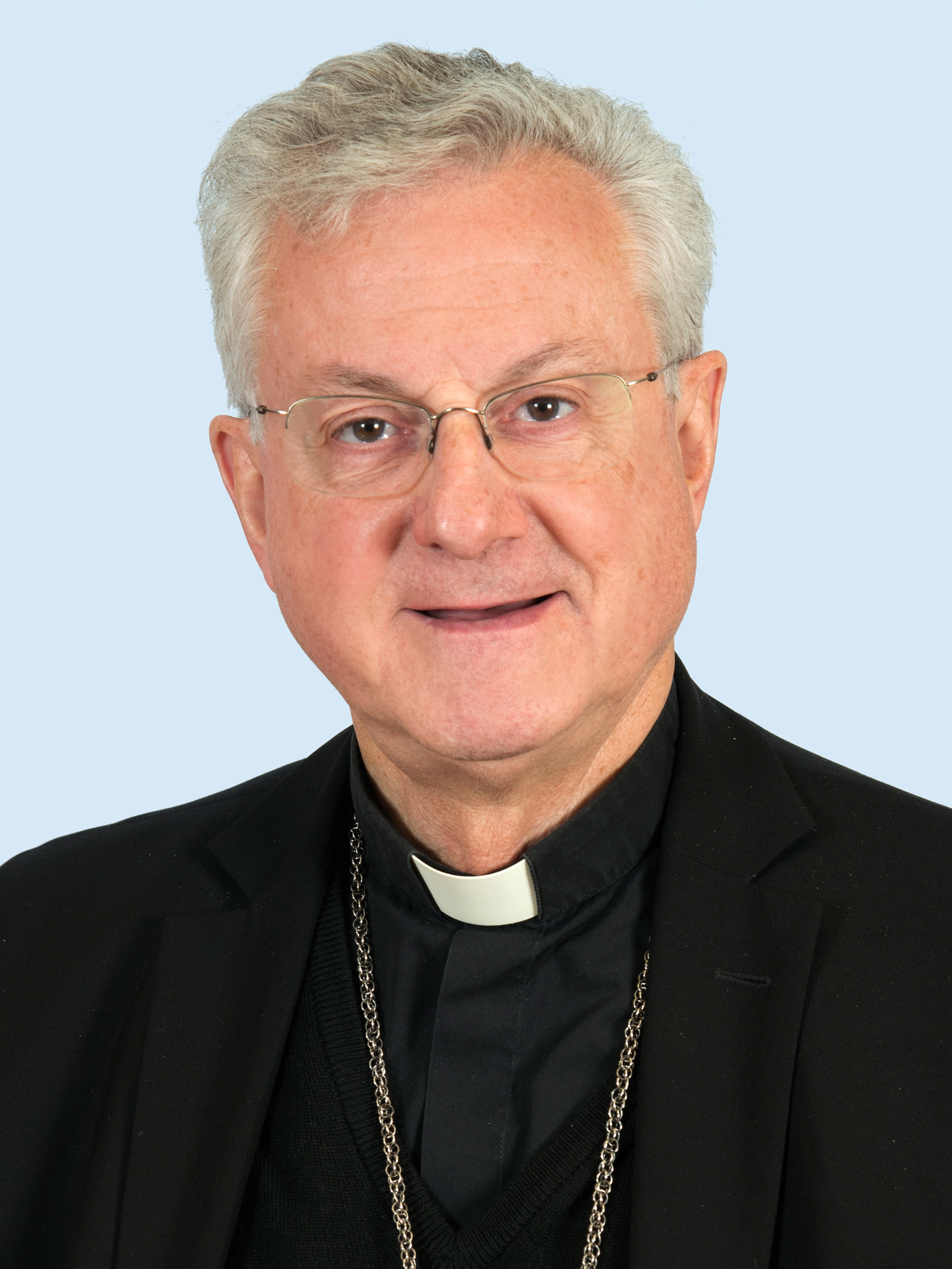
Joan-Enric Vives i Sicília és el copríncep episcopal d'Andorra

Si bé la constitució d'Andorra garanteix que tothom pot practicar la religió que li vingui de gust sense ser discriminat (article 6, article 11), el tema és controvertit a Andorra i li reserva un lloc especial a l'Església Catòlica: "la Constitució garanteix a l'Església Catòlica l'exercici lliure i públic de les seves activitats i el manteniment de les relacions de col·laboració especial amb l'Estat d'acord amb la tradició andorrana. La Constitució reconeix a les entitats de l'Església Catòlica que tenen personalitat jurídica d'acord amb les seves pròpies normes la plena capacitat jurídica dins de l'àmbit de l'ordenament general andorrà" (article 11).
Així l'Estat andorrà s'ha establert com un estat molt proper al Vaticà fins a tal punt que des de l'exterior se l'ha arribat a qualificar "d'estat de ciutadans beats i caritatius però que no paguen impostos". Això mateix era el que assegurava un corresponsal d'El País a París on des d'allà va criticar l'actitud dels governs del país envers, entre d'altres, la religió catòlica. Si bé l'article va ser molt criticat i esborrat pel mateix autor, no deixa de posar èmfasi a un problema present al país. Les inauguracions de qualsevol projecte públic acostumen a fer-se amb un capellà, especialment els pàrquings. L'apropament dels governs del país al Vaticà ha estat fins i tot notícia a Catalunya. I és que el govern de Pintat ha estat impulsor de la signatura del Concordat amb la santa Seu l'any 2008. Un fet que des d'altres països seria, si més no, motiu de crítica, polèmica i escàndol. En aquest sentit, països democràtics com França, no permetrien mai aquest apropament, ja que suposa una vulneració del principi democràtic de separació de poders.
De fet per a l'ocasió es va constituir una "Comissió Paritària de seguiment del Concordat entre el Principat d'Andorra i la Santa Seu" que va rebre la visita del ministre d'Afers Exteriors, Gilbert Saboya Sunyé, que va agrair "l'esperit constructiu i proactiu" de la comissió. En aquest sentit, el ministre d'Afers Exteriors va assenyalar que seria bo que la Comissió celebrés com a mínim una reunió anual per treballar aspectes relacionats amb la cultura i l'educació. La relació a Andorra existent entre estat i església es va fer visible quand la comunitat musulmana andorrana va demanar l'any 2014 la possibilitat de poder construir una mesquita. Una demana que no va ser atesa des del govern i que es va criticar des dels mitjans de comunicació. En aquest sentit, el partit Liberals d'Andorra també feia saber que el preocupava que es construís una mesquita a Andorra. Les declaracions van ser fetes després que el Consell d'Europa publiqués un informe en el qual es feia saber al govern de la situació discriminatòria que pateixen els immigrants al país, però no només, instava a instal·lar la mesquita que la comunitat musulmana demanava.

#### Forma de govern
Arran de les declaracions del copríncep episcopal, el PS va proposar un referèndum sobre el coprincipat de manera que la població pogués escollir si preferia tenir dos coprínceps com a caps d'estat o bé passar a una República. En aquest sentit, tot inspirant-se en el procés d'independència de Catalunya i preveient la negativa de DA, el PS va evocar fins i tot l'escenari d'unes eleccions plebiscitàries. Era una clara resposta a l'actitud del bisbe quan es va decidir a dir que "Déu està per sobre de Lleis i Parlaments". Les línies editorials de la premsa van fer córrer la tinta i es va generar tot un debat sobre l'estatut que havia de tenir Andorra. Els Verds d'Andorra van ser els primers a mostrar-se favorables al referèndum. La seva líder, Isabel Lozano, va dir que ella era republicana de base i, per tant, no hi hauria cap inconvenient a preguntar a la població allò que pensés més apropiat. El Diari d'Andorra va sotmetre la pregunta als seus lectors, els quals van respondre amb un 54,1% en contra del referèndum. La por generada pel canvi venia sobretot donada per la part francesa, ja que un referèndum podria obrir la caixa de pandora i fer que el copríncep francès reclamés una Andorra a l'estil Mònaco. És a dir, Mònaco té poca sobirania atès que l'Estat francès, en la persona del seu president, pot intervenir, per exemple, en l'àmbit fiscal. Així, la proposició va ser sotmesa al parlament que, previsiblement, va votar-hi en contra. La votació, tot i no haver donat positiu, va permetre qüestionar el rol del bisbe i les seves paraules. Sortia de fet una editorial del Diari d'Andorra titulada "els límits del coprincipat". Ara bé, el copríncep episcopal va sortir de certa forma reforçat amb la negativa de DA a votar a favor d'un referèndum. David Rios, parlamentari pel PS, va replicar a Antoni Martí acusant-lo de fer política de fa 30 anys, recordant que el mateix cap de Govern "ja no va estar d'acord amb la Constitució". En una entrevista al programa d'RNA Ara i Aquí, David Rios, va explicar que després de la constatació que el Vaticà havia expressat al cap de Govern que no acceptaria una despenalització de l'avortament a Andorra i, per tant, això faria trontollar la institució del coprincipat, el president dels consellers socialdemòcrates va preguntar-se "què li que queda al poble andorrà?". Una pregunta que ell mateix va respondre afirmant que només li queda "decidir". Però amb la negativa de DA aquesta decisió quedava penjada, si més no, fins que governessin ells. Per l'ocasió, la premsa va sortir al carrer a demanar a la gent que opinava sobre la qüestió. De les veus favorables a la República, s'hi podien llegir arguments com "a Andorra hi ha una llibertat poc real, és bastant opaca i si estem realment en un sistema democràtic, s'ha de poder preguntar qualsevol cosa", "en una comunitat petita com la nostra és fàcil d'organitzar", "en els temps en què vivim aquest tema [el coprincipat] està més que caducat". De la part contrària, en canvi, es llegia "aquí no pinten res i, en canvi, a fora ajuden a Andorra", "no ho veig necessari, ja estem bé com estem en aquest aspecte" o finalment "només és una figura, i ja ens va bé com està".

### Polèmiques de la legislatura

#### Andorra incompleix la Carta Social Europea
A començaments de gener del 2012 el Comitè de Drets Socials Europeu va fer públic un informa amb conclusions sobre l'aplicació de drets socials a Andorra. Concretament, els que fan referència als infants i a les persones més desfavorides. En l'informe es va analitzar el comportament del país pel que fa a 26 articles de la Carta Social Europea. D'aquests Andorra n'incompleix 17, entre els quals protecció dels infants contra el maltractament o abusos. El Consell d'Europa alertava que el govern andorrà incomplia en la prohibició de fer treballar a menors, les lleis andorranes no especifiquen clarament el període exacte que un menor de 16 pot treballar i demanava al govern que concretés pel que fa a les revisions mèdiques que es realitzen als menors que treballen. També s'alertava que el Consell d'Europa no tenia clar que s'estigui lluitant fermament contra la prostitució i la pornografia infantil. Europa mencionava en l'informe l'existència d'estereotips racistes envers la comunitat portuguesa i alguns punts de racisme. En aquest sentit demanava que el govern expliqués quines són les accions que havia dut a terme per combatre la xenofòbia al país. L'informe no tenia clar que l'administració andorrana ajudés suficientment els estrangers que venen a Andorra a treballar. També qüestionava els mecanismes sobre com es controla que la ciutadania visqui en llars dignes. Per acabar, el Comitè Europeu pels Drets Socials també veia molt baix el salari mínim del país (962 euros).

#### Llei mordassa
El 27 de novembre del 2014 es va aprovar al parlament andorrà l'anomenada "llei mordassa" de la qual els mitjans de comunicació del país en van fer molt ressò. La nova "llei de protecció civil als drets a la intimitat, a l'honor i a la pròpia imatge" el que feia era encobrir formes subtils de censura en cas de voler criticar el govern. DA havia guanyat majoritàriament a les eleccions passades, tant als comuns (ajuntaments), com al parlament i Govern. Aprofitant-t'ho doncs, el partit va decidir voler cobrir el dret a la intimitat i a l'honor, drets ja coberts pel codi penal andorrà, afegint-hi les pinzellades que permeten bloquejar tota mena de crítica provinent de la premsa. La llei va ser molt mal rebuda per l'oposició (PS i SDP), així com pels mateixos mitjans de comunicació. De fet, el grup La Veu del Poble, responsable dels diaris BonDia i Més Andorra, va decidir dies abans de l'aprovació, que només va rebre suport del partit en qüestió, publicar un diari tot buit titulant "aquest és el tipus de premsa que vol el govern de DA". Un fet insòlit, però que no és marginal. El mateix any, el diari Nació Digital es feia ressò de la censura de la qual va ser objecte la premsa del país quan el ministre portaveu i de finances, Jordi Cinca, va parlar obertament de la independència de Catalunya. Entrevistat per Catalunya Ràdio va dir que no entenia que en un país democràtic no es pogués votar, fent així referència a la prohibició de l'estat espanyol de permetre un referèndum sobre l'autodeterminació catalana. Els diaris del país van voler fer-ne ressò, però el diari mateix indica que poc temps després les notícies ja publicades a les versions digitals van ser esborrades. La "llei mordassa" va fer que entrés en debat el tema de la llibertat de premsa. El Diari d'Andorra ha estat objecte de crítica per la seva estreta afiliació al govern. D'igual manera que RTVA que va veure com el seu director era acomiadat, ja que havia titllat d'immadur el govern sobretot quan "s'ha de parlar" de temes relacionats amb l'homosexualitat i l'avortament. D'altra banda, segons Cadena SER Andorra, no existeix censura explícita però la relació existent entre els poders fàctics i certs sectors fan que sigui difícil, per exemple, parlar malament d'un banc. El director mateix del Diari d'Andorra reconeix que existeix a Andorra autocensura. Al mes de gener del 2015 sortia publicat en l'informe de Reporters Sense Fronteres que Andorra queia 27 posicions en el rànquing mundial de llibertat d'expressió. Concretament passava del 5è lloc al 32è. L'organització apuntava que Andorra era el país que més ràpid havia caigut en l'any 2014, ja que el país "paga el preu de la falta d'independència dels mitjans de comunicació davant els poders econòmic, polític i religiós".

#### Afer de les escoltes il·legals
L'any 2012 va sortir a la llum el cas de les escoltes policials il·legals. Segons publicava la premsa, caps de la policia podien escoltar converses a demanda. La investigació feta a posteriori ha permès destapar un afer que semblaria ser que va començar l'any 1998. L'any 1998, al final de la legislatura de Marc Forné i Molné, quan van entrar en servei les actuals instal·lacions de la policia a la carretera de l'Obac, es va posar en marxa un sistema de comunicacions que gravava totes les trucades que rebia la sala d'informació i comandament (SIC). Poc després es va establir un segon mecanisme que permetia que els principals comandaments (director, directors adjunts, oficials i sotsoficials) poguessin enregistrar les converses a la demanda. Això és, quan per motius professionals o de seguretat ho creien convenient. Inicialment, ningú no sabia que es pogués ampliar el cercle d'escoltats. I, menys encara, que les converses es gravessin de forma continuada. Fins al 12 de maig del 2010, coincidint en escenari de campanya electoral. Aquell dia, un tècnic informàtic del cos que pretenia elaborar un croquis de les comunicacions de l'edifici va descobrir algunes connexions que no hi havien de ser.
La descoberta es va posar en coneixement del secretari d'Estat d'Interior de llavors, Bruno Bartolomé, i tot plegat va comportar l'elaboració d'un informe per part del director del cos que va donar peu, el 8 de juliol d'aquell mateix any, que la Batllia obrís diligències prèvies contra persona desconeguda per intercepció de comunicacions. I que la fiscalia demanés diferents proves davant d'un fet que podia constituir un delicte major d'escoltes il·legals, que pot suposar penes de presó de fins a cinc anys i inhabilitació de la condició de funcionari. Albert Pintat, cap de govern durant el període de 2005-2009, declarava per la premsa estar sorprès i de no saber-ne res. Llavors el nou ministre Xavier Espot de DA va rellevar de les seves funcions el director i el director adjunt del Cos de Policia, Joan Ramon Peralba i Pere Gispert. Però mentre encara s'estava desenvolupament el procés per les escoltes, l'any 2014 el govern havia procedit a amagar entre el pressupost per a l'any següent la compra d'un altre aparell d'escoles, més sofisticat. Jaume Bartumeu, del partit Socialdemocràcia i Progrés, va convocar la premsa per fer-li part de la seva negativa a aprovar el pressupost de l'estat de l'any següent. Segons argumentava, havia presentat 11 esmenes parcials de les quals va destacar la supressió de la compra d'un nou aparell d'escoltes telefòniques per a la Policia. I va insistir que «la compra està recollida en les fitxes d'inversió, però no hi ha prou informació», i va afegir que «entenem que es pressuposten més de 800.000 euros per a l'any que ve i gairebé 600.000 per als exercicis següents per aquest concepte». Bartumeu va concloure amb suspició que «el Govern es vol gastar 2,5 milions d'euros en un aparell que pot posar en perill els drets i llibertats de les persones recollits en la Constitució».
La policia d'Andorra va informar que no estava al corrent d'aquesta màquina d'escoltes telefòniques. Tot i la polèmica, DA va aprovar el pressupost que incloïa la compra de l'aparell d'escoles perquè tenia majoria absoluta per fer-ho. Xavier Espot, ministre de l'Interior, va argumentar que s'havia de comprar perquè cal "actualitza el nou programari per adaptar-nos a l'evolució de les TIC... el fet és que si no procedim a aquesta actualització... amb l'arribada del 4G... la majoria de les investigacions que es duen a terme per tràfic de drogues o xarxes de criminalitat... no es podran perseguir". Va qualificar les declaracions de Jaume Bartumeu de "desfortunades" precisant que no es tractava d'una partida "oculta" sinó d'un nom de nomenclatura i que, en aquest sentit, no es pot fer comparacions amb el procés judicial de les escoles policials. Jaume Bartumeu, que va votar en contra del pressupost, deia que "ho expliquen" així "perquè els han descobert... si no haurien mirat de passar-hi de puntetes i ni parlar-ne, que és el que havien fet fins ara...". Així, concloïa que "no ho expliquen pel 3G, 4G o 27G", sinó perquè "els han descobert". David Rios, del partit Socialdemòcrata que va votar a favor, en canvi, va argumentar que "entenem que aquestes màquines són cares... que la tecnologia evoluciona molt ràpid i, per tant, s'ha d'anar actualitzant..." però rectificava el tir deien que "si no hi ha regulació específica per a l'ús d'aquesta màquina, pot provocar vulneració de drets". El cas, però, és que el partit va votar-hi tot sabent que la llei no existeix, ni havent-ne proposat una, fent que el Govern adquirís finalment la màquina d'escoltes. Mentrestant sortia a la premsa que, segons les investigacions, existeix una línia telefònica que enllaça directament amb el servei secret espanyol (CNI). En el sumari hi consta la demanda que en el seu dia hauria fet l'exdirector de la policia Joan Ramon Peralba a Andorra Telecom de la instal·lació d'algunes línies telefòniques no haguessin de passar per la centraleta. També hi consta que entre les línies sotmeses a un presumpte control hi hagués la del despatx on treballaven els advocats quan han d'acudir a les instal·lacions policials per assistir algun pres. Segons informava la premsa, l'existència d'aquestes línies havien estat autoritzades pel mateix govern d'Antoni Martí.

#### Agressió a un jove jueu
Un jove andorrà de fe jueva va ser apallissat a l'abril del 2014 en un local d'oci nocturn a la Massana perquè era jueu. El fet va ser notícia a la premsa espanyola i catalana des d'on es va vincular l'agressió a grups neonazis de Madrid. Concretament, el Moviment contra la Intolerància, una organització antiracista, humanitària i pacifista espanyola, vinculava els agressors a moviments neonazis relacionats amb clubs de futbol de Madrid. El pare del jove andorrà va declarar que recorreria a la justícia perquè els agressors del seu fill "paguin" pels fets econòmicament, amb presó o amb l'expulsió del país. L'home va indicar que per les reiterades al·lusions a Hitler i a les "coses bones" que segons els agressors hauria fet, el motiu de la pallissa té un rerefons xenòfob que va més enllà d'una baralla a la sortida d'una discoteca. La policia, però, no va confirmar aquest extrem. La comunitat jueva d'Andorra va emetre un comunicat en què condemnava l'agressió i expressava estar-se a l'espera que les mesures preses fossin "fermes i contundents". Responia així a la preocupació emesa des del govern d'Israel pel cas. L'ambaixador d'Israel, Alon Bar, va voler donar mostres de suport al jove jueu a més de preocupar-se per l'ocorregut. Jaume Bartumeu, per la seva banda, va demanar en un article d'opinió que les institucions del principat d'Andorra condemnessin amb contundència l'agressió públicament. El partit Verds d'Andorra es va sumar a la reclama de Bartumeu i van comunicar a la premsa el seu enuig per allò ocorregut. Cap a finals d'any del 2014 la mort d'un jove del Frente Atlético van generar polèmica a Espanya per la permissivitat d'alguns equips de futbol d'acceptar grups d'extrema dreta o esquerra, fent que el futbol es converteixi en un camp de batalla en lloc d'una pràctica esportiva. El jove va ser llançat a l'aigua després d'haver estat apallissat a la sortida d'un partit que es va celebrar en territori espanyol.

#### Campanya de l'Heliport al Patapou
L'any 2012 va ser l'any de l'Heliport al roc del Patapou (Andorra la Vella). La proposta de construir un Heliport al Patapou per part de DA no va agradar al Comú de la Capital així com a ciutadans de la mateixa que van iniciar una forta campanya sota l'eslògan “No a l'Heliport del Patapou” considerant que era una perill per a la seguretat pública. El comú d'Andorra la Vella veia en el projecte la intromissió en les competències pròpies de la capital, a més d'argumentar que la concessió es va fer sense consultar. Rosa Ferrer, cònsol de la parròquia, i la plataforma que va aplegar més de 200 persones en les reunions, es van mostrar decidits a "anirem a totes". La recollida de signatura va acabar als tribunals i finalment aquests van estimar que el projecte era inviable perquè els informes que se'n van derivar alertaven de riscs naturals. La plataforma anti-heliport es va felicitar de la feina feta. Amb tot, l'oposició (PS) va exigir al govern la publicació del cost de la ubicació d'una infraestructura que considera "se sabia que hi havia alternatives molt millors» acusant el govern de "mala planificació o la mala gestió" i afegint que el poble havia de saber quant havia costat aquesta història que finalment no havia portat a res, sinó a despeses.

#### Els braus de la festa major d'Encamp
L'any 2013 el grup responsable d'organitzar la festa major de la parròquia d'Encamp va tenir la idea de celebrar una correguda de braus en una plaça instal·lada per l'ocasió. Tot i la massiva participació, la idea va engendrar al país polèmica, ja que legalment està prohibit maltractar animals. El govern va autoritzar tot i així la manifestació. Les associacions animalistes d'Andorra, Laika i Apapma, van denunciar la situació i els partits de l'oposició van criticar durament el Comú d'Encamp. El govern, per la seva banda, va enviar el Departament d'Agricultura per controlar que no es vexés cap animal. Malgrat això, les associacions van presentar denúncia perquè segons afirmaven les imatges parlaven per elles mateixes i era, en aquest sentit, evident que s'havia vulnerat la Llei de tinença i protecció d'animals. La polèmica generada per la proposició i autorització posterior de govern va portar el Diari d'Andorra a preguntar als seus lectors si "s'ha de prohibir la celebració de vaquilles a Andorra?". El 65,6% va respondre que sí que era partidari a la prohibició en contra d'un 34,4% no favorable. Però aquesta polèmica no va ser pas l'única relacionada amb festejos taurins. L'any 2011 una associació catalana animalista va presentar una col·lecta de signatures per prohibir l'exhibició d'aquestes manifestacions a Catalunya. Un cop més la proposició va generar polèmica i això va tenir repercussions a Andorra. Un grup d'empresaris andorrans van tenir la idea de tornar a obrir una plaça de toros el 2011, aquest cop a Santa Coloma, aprofitant la prohibició catalana. Deien que el projecte estava avançat i que ja es negociava amb adeptes espanyols. Segons els empresaris la intenció era explotar un negoci que genera molts diners. Tot i la iniciativa, era difícil que la plaça prosperés perquè la llei no ho permet. Així i tot, l'associació animalista AnimaNaturalis denuncia que a llei andorrana de protecció animal és "laxa i ambigua" i que es feia doncs difícil denunciar la "festa taurina" que va donar-se a Encamp. El partit Verds d'Andorra i el partit Socialdemòcrata van criticar el comú d'Encamp considerant que no hi havia control sobre la Comissió de Festes i acusant-los de no atendre als desitjos de la població però a interessos propis. En aquest sentit lamentaven que "és un espectacle que no cal", l'acte "defuig de la tradició", "hi haurà patiment" i ja en les festes d'anys anteriors hi ha hagut bromes homòfobes.